# مرحافيا (كيبوتس)

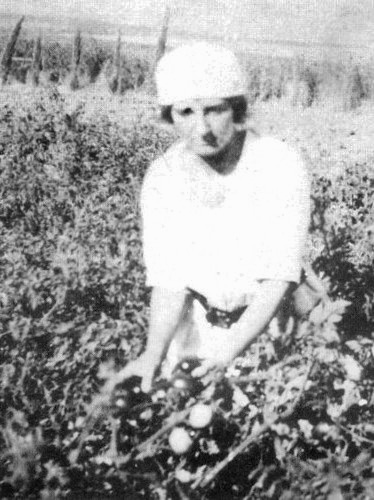
غولدا مائير في حقول قَبَض المَرْحَبِيَّة في عشرينيات القرن الماضي

المَرْحَبِيَّة ( (بالعبرية: מֶרְחַבְיָה‏)؛ حرفيًّا: رَحبَة يه)  هو قَبَض أو كيبوتس في شمال إسرائيل. تقع إلى الشرق من العفولة، وتتبع مجلس مرج يزرعيل الإقليمي (مرج ابن عامر). في 2019 كان عدد سكانها 1,247. 

## تأثيل
اسم المَرْحَبِيَّة مُستَلهَم من العدد الخامس من المزمور 118:
מִֽן־הַ֭מֵּצַר קָרָ֣אתִי יָּ֑הּ עָנָ֖נִי בַמֶּרְחָ֣ב יָֽהּ
min Ha-meitzar karati Yah, Anani b’merchav Yah
Out of mt distress I called on the LORD, The LORD answered me and set me in a broad place
مِنَ الضِّيق دَعَوتُ يه أجابني في الرُّحْبِ يه.
ومجازًا، تشير العبارة ضمنًا إلى "التحرر من الضيق والقلق"،  وهو ما يتردد صداه مع تجربة هجرة اليهود إلى أرض الميعاد والحصول على وطن جديد دون مصائب أو ضيق الاضطهاد.

## تاريخ

### العصر البرونزي
وفقًا لمسح غرب فلسطين (SWP, 1882)، ربما كان في موقعها المكان المسمى ألفا في قائمة تحتمس الثالث.

### الفترة الصليبية الأيوبية
في الفترة الصليبية كانت تعرف باسم La Fève أو Castrum Fabe. وكان فيها قلعة لفرسان الهيكل (ذكرت لأول مرة في 1169/72)، ولم يبق منها سوى بعض التلال. وكانت المنطقة تحت السيطرة الصليبية بين عامي 1099 و1187  وفي عام 1183 دارت هنا معركة الفولة بين الصليبيين وقوات صلاح الدين الأيوبي. لا تزال الصورة الجوية التي التقطتها القوات الجوية الألمانية في عام 1918 تظهر المخطط الواضح لقلعة لا فيف والخندق، المتاخم مباشرة لفناء القَبَض في شرقيه؛ وقد اختفت بقايا القلعة الآن تحت المنازل والمروج الجديدة.
وفي عام 1226، وصفها الجغرافي الشامي ياقوت الحموي بأنها "بلدة في جند فلسطين "، وكانت في السابق قلعة صليبية بين زرعين والناصرة . وخضعت المنطقة مرة أخرى للسيطرة الصليبية بين عامي 1240/1 و1263.

### الفترة العثمانية
وبحسب دينيس برينجل ، يبدو أن الفولة، القرية العربية، كانت موجودة حتى نهاية القرن السادس عشر.
وفي عام 1799، خلال حملة نابليون على الشّام، دارت معركة جبل طابور حول الفولة.
وفي عام 1816، وصف جيمس سيلك باكنغهام فولي Fooli بأنها قرية. ولاحظ هناك بقايا مبنى كبير افترض أنه "مسلم ". ووجد بالقرب من آبار المياه غطاءين لتوابيت، أحدهما مزخرف بالمنحوتات. وكانت هناك عدة قرى أخرى في الأفق، كلها مأهولة بالمسلمين.
وفي عام 1838، وصف إدوارد روبنسون كلاً من الفولة والعفولة المجاورة بأنها "مهجورة".
وفي عام 1859، كان عدد سكان الفولة 64 نسمة، وكانت مساحة الحراثة 14 فدانًا، بحسب القنصل الإنجليزي روجرز. وأشار ويليام مكلور طومسون في كتاب نُشر في نفس العام، إلى أن كلاً من الفولة والعفولة المجاورة، "كلتاهما الآن مهجورتان، على الرغم من أنهما كانتا مأهولتين بالسكان منذ خمسة وعشرين عامًا عندما مررت بهذا الطريق لأول مرة". وألقى طومسون باللوم في هجرهم على البدو.
وفي عام 1875، لاحظ فيكتور غيران بقايا فسيفساء متعددة الألوان عند بير الفولة Bir Fouleh. حينها كانت الفولة موطنًا لـ 15 عائلة عربية.
ووفقًا لبالمر (1881)، كان المكان يُسمى سابقًا باللغة العربية الفولة ("الفاصوليا")،  وفي عام 1882، وصف مسح PEF لغرب فلسطين(منظمة SWP) الفولة بأنها قرية صغيرة مبنية من الطوب اللبن، "يتوسطها عدد قليل من المنازل الحجرية. وهي قائمة على أرض خصبة، وتحيط بها أراضي الذرة، ولها أرض مستنقعية من الشمال. إمدادات المياه تأتي من آبار غربي القرية، ويوجد حول الموقع بقايا القلعة الصليبية القديمة. لاحظ المسح وجود كنيسة مدمرة على بعد حوالي 200 متر جنوب شرق القلعة،  والتي من المحتمل أنها كانت بقايا كنيسة الرعية الصليبية. ومع ذلك، تم تدمير هذه البقايا في 1939-1940.
أظهرت قائمة السكان من حوالي عام 1887 أن عدد سكان الفولة كان حوالي 300 نسمة؛ جميعهم مسلمون.
وفي 1910-1911، باع إلياس سرسق من لبنان 10000 دونم حول قرية الفولة،  إلى الصندوق القومي اليهودي، وهو جزء من صفقة سرسق. رفض الفلاحون الفلسطينيون مغادرة الأرض، وناضل قائمقام الناصرة شكري العسلي لإلغاء عملية البيع، ورفض إتمام الصفقة. وأرسل القرويون أنفسهم التماسًا إلى الصدر الأعظم يشكون فيه من قمع السلطة التعسفية والتحكم. وزعموا خاصّةً أن إلياس سرسق ووسيطًا قد باعوا أرضهم لأشخاص صهاينة موسويين، (siyonist musevi) الذين لم يكونوا من الرعايا العثمانيين، وأن البيع سيحرم 1000 شخص من القرويين من حقوقهم وسبيل عيشهم.

### الانتداب البريطاني: قَبَض المَرْحَبِيَّة
تأسس موشاف المَرْحَبِيَّة عام 1911 تحت الحكم العثماني. وتأسس القَبَض عام 1929 بجوار الموشاف، ومنه أخذ اسمه. وكان مؤسسو الكيبوتس أعضاء في هاشومير هاتتسعير الذين هاجروا من غاليسيا بعد الحرب العالمية الأولى ويعيشون في حيفا، بما في ذلك إليعازر بيري، الذي مثل مابام في الكنيست لاحقًا.

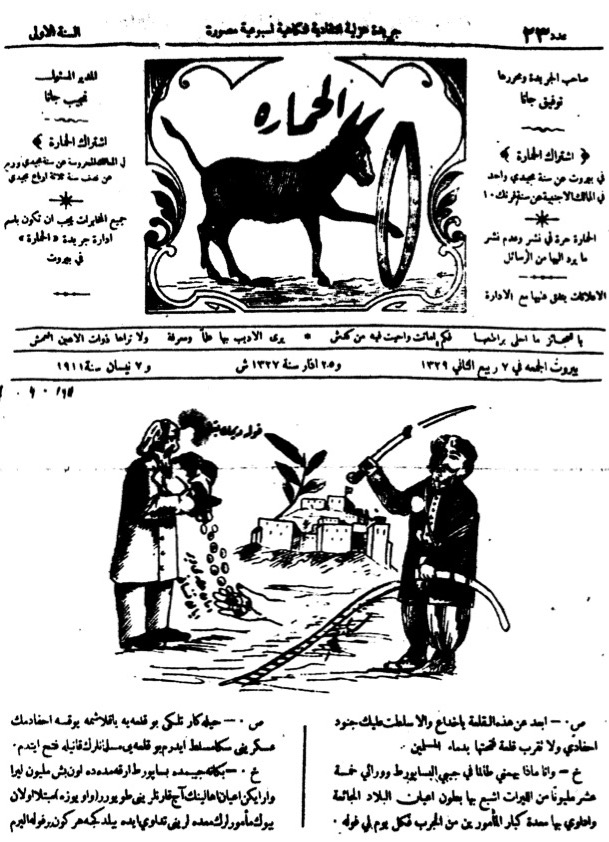
صحيفة عربية تحتج على بيع الفولة، والتي أصبحت فيما بعد المَرْحَبِيَّة، 1911
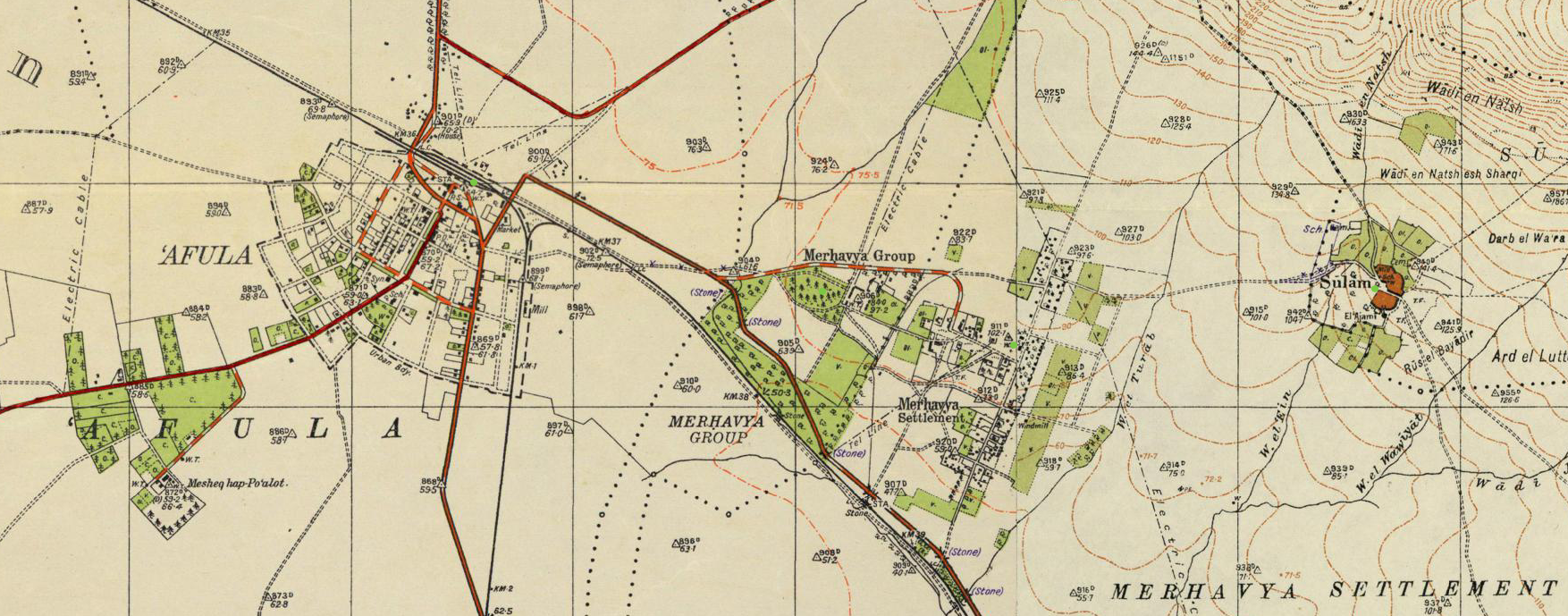
مسح لخريطة فلسطين في العفولة والمَرْحَبِيَّة في الأربعينيات
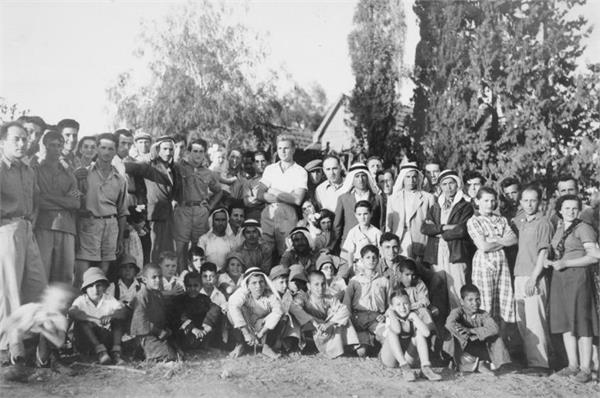
سكان المَرْحَبِيَّة يحتفلون باليوبيل، 1941
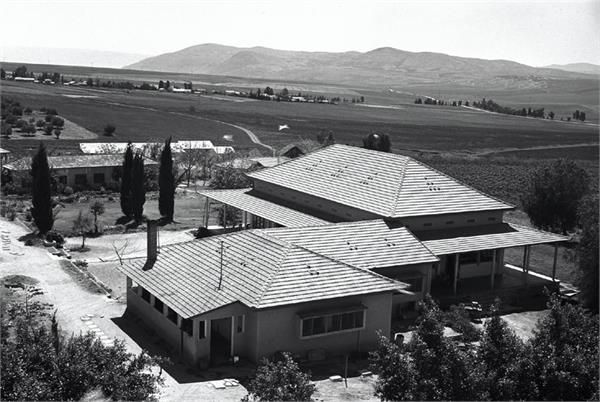
قاعة الطعام في قَبَض المَرْحَبِيَّة، 1947
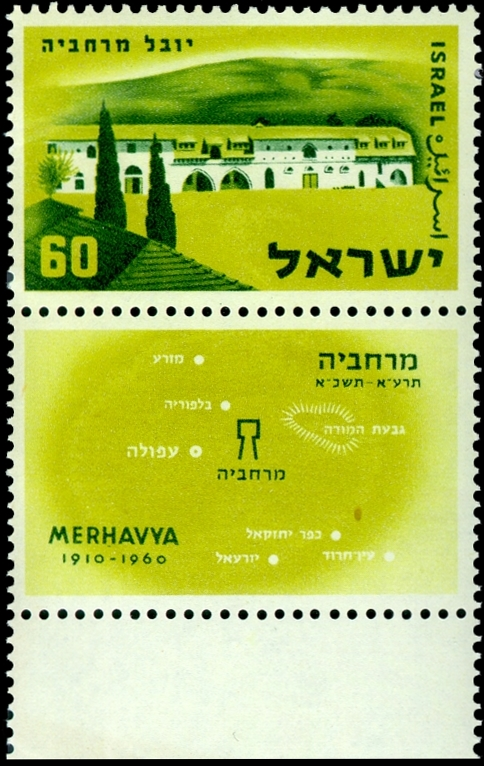
طابع بريد إسرائيلي، 1959

## السياحة اليوم
تعد ساحة المَرْحَبِيَّة الكبيرة اليوم منطقة جذب سياحي، حيث تحمل مبانيها الأصلية المحفوظة جيدًا علامات توضيحية، وتضم - من بين أشياء أخرى - مقهى ومتجرًا للهدايا التذكارية يقدم الصابون المصنوع يدويًا وورش عمل بتصميمات داخلية على الطراز القديم.

## مشاهير
- ران غورين (مواليد 1942)، طيار مقاتل متقاعد ولواء في الجيش الإسرائيلي.
- غولدا مائير (1898–1978)، رئيسة وزراء دولة إسرائيل الرابعة.
- توفيا روبنر (1924–2019)، شاعرة ومحررة ومترجمة ومصورة.
- حموطال شبتاي، روائي.
- يعقوب شبتاي (1934–1981)، روائي وكاتب مسرحي ومترجم.
- يديديا يعاري (مواليد 1947)، قائد البحرية الإسرائيلية من 2000 إلى 2004.

## روابط خارجية
- موقع القرية نسخة محفوظة 21 فبراير 2015 على موقع واي باك مشين. (بالعبرية).
- مسح غرب فلسطين (SWP)، الخريطة 9: IAA، ويكيميديا كومنز.
- الخطة والصور على Mapio.net.